# Торнадо Алісія Блек
Торнадо Алісія Блек (англ. Tornado Alicia Black; нар. 12 травня 1998) — колишня американська тенісистка.
Найвищу одиночну позицію світового рейтингу — 404 місце досягла 2 лютого 2015, парну — 348 місце — 14 вересня 2015 року.
Здобула 2 одиночні титули туру ITF.
Найвищим досягненням на турнірах Великого шолома було 2 коло в парному розряді.

## Фінали ITF

### Одиночний розряд: 3 (2–1)
| Легенда          |
| ---------------- |
| Турніри $100,000 |
| Турніри $75,000  |
| Турніри $50,000  |
| Турніри $25,000  |
| Турніри $10,000  |

| Фінали за покриттям |
| ------------------- |
| Тверде (1–0)        |
| Ґрунт (1–1)         |
| Трава (0–0)         |
| Килим (0–0)         |

| Результат | Дата            | Турнір             | Покриття | Суперниця         | Рахунок       |
| --------- | --------------- | ------------------ | -------- | ----------------- | ------------- |
| Поразка   | 1 липня 2012    | ITF Баффало, США   | Ґрунт    | Джеймі Лоеб       | 6–7(5), 2–6   |
| Перемога  | 29 вересня 2013 | ITF Амелія, США    | Ґрунт    | Александра Мюллер | 4–6, 6–0, 6–0 |
| Перемога  | 20 липня 2014   | ITF Евансвілл, США | Тверде   | Кейтлін Горіскі   | 6–4, 4–6, 6–2 |

### Парний розряд: 1 (поразка)
| Легенда          |
| ---------------- |
| Турніри $100,000 |
| Турніри $75,000  |
| Турніри $50,000  |
| Турніри $25,000  |
| Турніри $10,000  |

| Фінали за покриттям |
| ------------------- |
| Тверде (0–1)        |
| Ґрунт (0–0)         |
| Трава (0–0)         |
| Килим (0–0)         |

| Результат | Дата          | Турнір                   | Покриття | Партнерка    | Суперниці                           | Рахунок  |
| --------- | ------------- | ------------------------ | -------- | ------------ | ----------------------------------- | -------- |
| Поразка   | 6 червня 2015 | ITF Мансанільйо, Мексика | Тверде   | Даша Іванова | Кароліна Бетанкурт Штеффі Каррузерс | 3–6, 3–6 |

## Фінали юніорських турнірів Великого шлема

### Одиночний розряд
| Результат | Рік  | Турнір                           | Покриття | Суперниця | Рахунок            |
| --------- | ---- | -------------------------------- | -------- | --------- | ------------------ |
| Поразка   | 2013 | Відкритий чемпіонат США з тенісу | Тверде   | Ана Конюх | 6–3, 4–6, 6–7(6–8) |